# Státní znak Surinamu
Státní znak Surinamu je tvořen polceným, oválným štítem, v jehož (heraldicky) pravé, modré polovině je zobrazena na třech stříbrných vlnách plující, zlatá plachetnice s třemi plachtami a na stěžni s vlající vlajkou s fáborem. V levé, stříbrné polovině, vyrůstá ze zeleného trávníku zelená palma královská. Srdeční štítek je ve tvaru zeleného kosočtverce se žlutou, pěticípou hvězdou. Štítonoši jsou dva Indiáni s bederními rouškami, čelenkami a s červenými luky v rukou. Na zádech mají hnědý, zádový toulec s červeným popruhem s šípy s červenými křidélky. Indiáni stojí na červené stuze s černým, latinským heslem JUSTITIA • PIETAS • FIDES (česky Spravedlnost, zbožnost, víra).

## Symbolika
Plachetnice je symbolem obchodu a horizontálního pohybu, moře symbolizuje pohyb jako takový. Palma symbolizuje spravedlnost, zemědělství, pomíjivost a vertikální růst. Zelený srdeční štítek představuje stylizovanou formu srdce: démant, symbolizuje také lásku a těžbu nerostů. Hvězda v něm znamená naději.
Barvy užité na znaku připomínají světadíly, odkud pochází obyvatelé Surinamu. Zlatá hvězda a plachetnice - Asie, modrá obloha a vlny - Afrika, stříbrné vlny a pole s palmou - Evropa, červená stuha - Amerika. Štítonoši pak zastupují původní obyvatelstvo.

## Historie
Prvními Evropany, kteří roku 1499 přistáli u pobřeží Surinamu, byla výprava španělského mořeplavce a conquistadora Alonsa de Hojeda. Roku 1551 zde byla obchodníky z Nizozemí založena první osada, ale roku 1598 bylo území obsazeno Španělskem. Roku 1630 dobyli území Angličané a v roce 1650 se osada Willoughby (dnešní Paramaribo) stala hlavním městem nové britské kolonie Willoghbyland. 27. února 1667 byl Willoghbyland dobyt Nizozemci a 31. července odstoupilo (po dohodě z Bredy) Spojené království území Surinamu Nizozemsku, výměnou za Nový Amsterdam. Kolonie byla přejmenována na nizozemský Surinam. V roce 1682 prodala Surinam nizozemská vláda Západoindické společnosti. Začala se vyvěšovat vlajka společnost. To byla nizozemská trikolóra se znakem této společnosti uprostřed. Znak byl tvořen propojenými černými písmeny G, W a C (Geoctroyeerde Westindische Compagnie).
21. května 1683 byla založena Surinamská společnost (Sociëteit van Surinam), jejímiž podílníky bylo město Amsterdam, rodina Cornelise van Aarssena van Sommelsdicka a Západoindická společnost. Zřejmě z roku 1684 pochází nejstarší známé vyobrazení surinamského znaku. Ten tvořil oválný štít s emblémem kombinující znaky tří podílníků s dvěma písmeny S a stuhou s latinským mottem JUSTITIA • PIETAS • FIDES (česky Spravedlnost, zbožnost, víra). Štítonoši byli dva indiáni s luky. (není obrázek)
Roku 1770 převzalo město Amsterdam akcie rodiny van Aerssena a její znak byl ze znaku vypuštěn. Vyobrazený znak je dle commonscat z roku 1796.
Na začátku roku 1795 bylo kontinentální Nizozemsko obsazeno Francií a vznikla tzv. Batávská republika. Na konci roku pak ukončila svou činnost Surinamská společnost, protože tento způsob podnikání a obchodu nebyl považován za přijatelný. Nad kolonií převzala vládu nově ustanovená Rada pro kolonie (nizozemsky Raad der Coloniěn). Ta užívala znak s vyobrazeným trojstěžníkem, plujícím pod nizozemskou vlajkou s písmeny R.v.S. (zkratka Raad van Surinam, česky Rada Surinamu). (není obrázek)

Vlajka Nizozemské Západoindické společnosti Surinamu (1682–1683) Poměr stran: 2:3
Surinamský znak (1770–zřejmě 1794)
Současný znak Amsterdamu (pro porovnání)

V roce 1799 dobylo Surinam Spojené království. Již v roce 1814 byl ale Surinam na základě Londýnské smlouvy, potvrzené roku 1815 Vídeňským kongresem, vrácen Nizozemsku (tehdy přímou součástí Francie). Území bylo přejmenováno na kolonii Nizozemská Guyana (tímto názvem však byly označovány všechny nizozemské kolonie na severovýchodě Jižní Ameriky). Pro Surinam byl zaveden vlastní koloniální znak (ačkoliv byl nizozemský znak platný i pro jeho kolonie). Znak tvořil modrý, oválný štít, na němž pluje (heraldicky) doprava trojstěžník na třech stříbrných vlnách. Štítonoši jsou dva indiáni v červených suknicích, s čelenkami a s červenými luky v rukách a se zádovými toulci s bílými popruhy, ve kterých jsou šípy s červenými křidélky. Štítonoši stojí na stříbrné stuze s černým latinským mottem JUSTITIA PIETAS FIDES. Dle některých zdrojů byl tento znak umístěn i na neoficiální vlajce kolonie, tvořenou nizozemskou vlajkou s tímto znakem uprostřed.
Po roce 1828 byl Surinam sloučen do Nizozemské Západní Indie, s generálním guvernérem Nizozemské Guyany. Nový znak nebyl zaveden. V roce 1941 byla  Nizozemská Guyana obsazena, po dohodě, vojsky Spojených států. Od roku 1948 byl pro kolonii opětovně užíván název Surinam, v roce 1954 se Nizozemská Guyana stala zámořskou provincií. Tyto skutečnosti neměly na státní znak vliv, užíval se dosud platný.

Surinamský znak (1815–1959)

V roce 1959 prohlásila nová nizozemská ústava Surinam za integrální součást Nizozemska s vnitřní autonomií. 8. prosince vyšla (s účinností od 15. prosince) národní vyhláška G.B. 1929 č. 105 (Vytvoření a ochrana vlajky Surinamu), a zavedena první surinamská vlajka. Současně byl zaveden i nový státní znak. Autorem obou státních symbolů byl surinamský výtvarník Noni Verwey-Lichtveld.
25. listopadu 1975 byla vyhlášena (po souhlasu nizozemského parlamentu z 23. října) nezávislost Republiky Surinam. 20. listopadu přijal surinamský parlament první ústavu. Státní znak zůstal (na rozdíl od vlajky) zachován.